# Il risvolto di una ambiguità
Il risvolto di una ambiguità è un dipinto di Fernando De Filippi. Eseguito nel 1970, appartiene alle collezioni d'arte della Fondazione Cariplo.

## Storia
Il dipinto venne acquistato dalla Fondazione Cariplo come premio acquisto in occasione della XXIV edizione del Premio Michetti di Francavilla al Mare (1970).